# Karnofsky-Index
Der Karnofsky-Index (eigentlich Karnofsky performance status scale) ist eine Skala, mit der symptombezogene Einschränkung der Aktivität, Selbstversorgung und Selbstbestimmung bei Patienten mit bösartigen Tumoren bewertet werden können. Sie reicht von maximal 100 Prozent (keinerlei Einschränkungen) bis zu 0 Prozent (Tod). Die Abstufung erfolgt in der Regel in 10-Punkt-Schritten. Somit kann letztlich der abstrakte und schwer fassbare Begriff der Lebensqualität mit einer gewissen Annäherung operationalisiert und standardisiert werden. Zweck des Index ist es, die Prognose einzuschätzen, Therapieziele zu definieren und Therapiepläne zu erstellen. Die Bewertung des Ausgangszustandes des Patienten ist nötig, da sich bei Krebserkrankungen in verschiedenen Stadien unterschiedliche Ziele stellen (Heilung, Lebensverlängerung, funktionelle Restitution, palliativmedizinische Versorgung) und auch ganz unterschiedlich behandelt werden sollte. Der Karnofsky-Index wurde Ende der 1940er-Jahre von David A. Karnofsky vom Memorial Sloan-Kettering Cancer Center vorgeschlagen.
Neben diesem Index wird im klinischen Alltag auch der Index zur Lebensqualität der Eastern Cooperative Oncology Group (kurz ECOG-Status) verwendet. Er wird auch Zubrod-Skala bezeichnet und wurde 1982 vorgeschlagen. Die Tabelle listet die beiden Indizes im Vergleich auf. Allerdings ist eine Umrechnung von ECOG zu Karnofsky-Index und umgekehrt nicht sicher durchzuführen.

## Tabelle
| Karnofsky- Index | ECOG- Index | Beschreibung                                                      |
| ---------------- | ----------- | ----------------------------------------------------------------- |
| 100 %            | 0           | Keine Beschwerden, keine Zeichen der Krankheit.                   |
| 090 %            | 0           | Fähig zu normaler Aktivität, kaum oder geringe Symptome.          |
| 080 %            | 1           | Normale Aktivität mit Anstrengung möglich. Deutliche Symptome.    |
| 070 %            | 1           | Selbstversorgung. Normale Aktivität oder Arbeit nicht möglich.    |
| 060 %            | 2           | Einige Hilfestellung nötig, selbständig in den meisten Bereichen. |
| 050 %            | 2           | Hilfe und medizinische Versorgung wird oft in Anspruch genommen.  |
| 040 %            | 3           | Behindert. Qualifizierte Hilfe benötigt.                          |
| 030 %            | 3           | Schwerbehindert. Hospitalisation erforderlich.                    |
| 020 %            | 4           | Schwerkrank. Intensive medizinische Maßnahmen erforderlich.       |
| 010 %            | 4           | Moribund. Unaufhaltsamer körperlicher Verfall.                    |
| 000 %            | 5           | Tod.                                                              |